# Silvio Briard
Silvio Briard (Padova, 8 novembre 1924 – 12 ottobre 2017) è stato un calciatore italiano, di ruolo centrocampista.

## Carriera
Con il Padova gioca in Serie B e nel Campionato Alta Italia 1944.